# Wapen van Ferwerderadeel

Wapen van Ferwerderadeel

Het wapen van Ferwerderadeel was het gemeentelijke wapen van de voormalige Friese gemeente Ferwerderadeel. Het werd op 25 maart 1818 bij besluit van de Hoge Raad van Adel aan de toenmalige grietenij Ferwerderadeel bevestigd. Vanaf 2019 is het wapen niet langer als gemeentewapen in gebruik omdat de gemeente Ferwerderadeel in de nieuwe gemeente Noardeast-Fryslân op is gegaan.

## Blazoenering
De beschrijving luidt: 
"Een schild van lazuur beladen met zeven sterren van goud, paalsgewijze geplaatst 2, 3 en 2. Het schild gedekt met een gouden kroon."
De heraldische kleuren in het wapen zijn lazuur (blauw) en goud (geel). Niet vermeld is dat de kroon een gravenkroon met drie bladeren is.

## Geschiedenis
De vroegst bekende afbeelding van het wapen stamt uit het jaar 1393 waarmee het mogelijk het oudste Grietenijwapen is van Friesland. In de 14e eeuw was Friesland in drie regio's verdeeld; Oostergo, Westergo en Zevenwouden. De zes grietenijen van Oostergo vormden samen het district Wininghe (Wijns). De vroegst bekende grietman van Ferwerderadeel was Yornd Bottyngha, woonachtig te Marrum en in 1418 benoemd.

## Verwant wapen

Het wapen van Zeedijken van Ferwerderadeel

Aengwirden
· Baarderadeel
· Barradeel
· Het Bildt
· Bolsward
· Boornsterhem
· Dokkum
· Dongeradeel
· Doniawerstal
· Ferwerderadeel
· Franeker
· Franekeradeel
· Gaasterland
· Gaasterland-Sloten
· Haskerland
· Hemelumer Oldeferd
· Hennaarderadeel
· Hindeloopen
· Idaarderadeel
· IJlst
· Kollumerland en Nieuwkruisland
· Leeuwarderadeel 
· Lemsterland
· Littenseradeel
· Menaldumadeel
· Nijefurd
· Oostdongeradeel
· Rauwerderhem
· Schoterland
· Skarsterlân
· Sloten
· Sneek
· Stavoren
· Utingeradeel
· Westdongeradeel
· Wonseradeel
· Workum
· Wymbritseradeel